# بای‌استابل
بای استابل (به انگلیسی:  bistable) یکی از انواع مولتی ویبراتورها است.
بای استابل دارای دو حالت پایدار است و تا زمانی که تریگر به آن اعمال نشود و تحریک نشود در همان حالت پایدار باقی می‌ماند و صفر و یک منطق را نگه می‌دارد. از بای استابل در ساخت فلیپ فلاپ و رم استفاده می‌شود.
تحلیل:

بای استابل

- حالت پایدار اول: فرض می‌کنیم ابتدا Q۱ در حالت اشباع باشد. در این حالت ولتاژ کلکتور Q۱ و ولتاژ بیس Q۲ برابر صفر است پس Q۲ خاموش است.
- حالت پایدار دوم: با اعمال تریگر مناسب Q۱ را خاموش می‌کنیم. در این حالت ولتاژ کلکتور Q۱ و ولتاژ بیس Q۲ برابر ولتاژ منبع تغذیه است است پس Q۲ روشن می‌شود (اشباع) و Q۱ خاموش است.

پس این مدار دو حالت پایدار دارد.

## پیوند مرتبط
مونواستابل
آستابل